# Dživan Gasparjan
Dživan Gasparjan (arménsky Ջիվան Գասպարյան; 12. října 1928 – 6. července 2021) byl arménský skladatel a hudebník hrající na duduk. Na tento nástroj začal hrát ve věku šesti let a koncem čtyřicátých let již hrál v jerevanském filharmonickém orchestru.
Čtyřikrát vyhrál medaili na celosvětové soutěži UNESCO (1959, 1962, 1973 a 1980). Své první album nazvané I Will Not Be Sad in This World vydal v roce 1989 (vydavatelství All Saints Records). Později publikoval řadu dalších nahrávek. Během své kariéry spolupracoval s mnoha dalšími hudebníky, mezi něž patří například Peter Gabriel, Lionel Richie, Andreas Vollenweider, Vladimir Presňakov, David Sylvian, Sting a Derek Sherinian.